# Ploské (Banská Bystrica)
Ploské (em húngaro: Poloszkó; alemão: Eisenhammer bei Großsteffelsdorf) é um município da Eslováquia, situado no distrito de Revúca, na região de Banská Bystrica. Tem 7,26 km² de área e sua população em 2018 foi estimada em 67 habitantes.

## Demografia
| Ano:        | 1994 | 2004    | 2014    | 2024   |
| ----------- | ---- | ------- | ------- | ------ |
| Broj ljudi: | 96   | 83      | 72      | 75     |
| Razlika:    |      | -13,54% | -13,25% | +4,16% |

| Ano:               | 2023 | 2024   |
| ------------------ | ---- | ------ |
| Número de pessoas: | 73   | 75     |
| Diferença:         |      | +2,73% |